# 愛しさと切なさと心強さと
もしかして
- 恋しさと せつなさと 心強さと

ではありませんか？